# Виживаність без прогресування
Виживаність без прогресування (ВБП) — це «період часу впродовж і після лікування захворювання, наприклад раку, коли пацієнт живе із захворюванням, але воно не погіршується». В онкології ВБП зазвичай стосується ситуацій, у яких пухлина присутня, що підтверджується лабораторними, радіологічними або клінічними дослідженнями. Подібним чином, «виживаність без захворювання» — це період після того, як пацієнти отримали лікування і не мають проявів захворювання.
Час до прогресування не враховує пацієнтів, які померли з інших причин, але в інших випадках він близький до ВБП (якщо таких подій не багато). FDA дає окремі визначення цим термінам та віддає перевагу ВБП в оцінці ефективності лікування.

## Контекст
ВБП широко використовується як сурогатна кінцева точка в онкології. Визначення «прогресування» зазвичай включає методи візуалізації (звичайні рентгенограми, КТ, МРТ, ПЕТ-сканування, ультразвукове дослідження) або інші аспекти: біохімічне прогресування може бути визначено на основі підвищення пухлинного маркера (наприклад, CA125 для епітеліального раку яєчників або PSA для раку передміхурової залози). У клінічних випробуваннях те, що саме становить «подію» у ВБП (прогресування захворювання, або смерть), може відрізнятися залежно від конкретного захворювання та/або токсикологічних характеристик лікування у дослідженні. Як правило, воно визначається в протоколі дослідження до включення пацієнтів у нього. Станом на 2019 рік, зміни в рентгенологічних аспектах ураження визначаються відповідно до критеріїв RECIST. Прогресування також може бути пов'язане з появою нового вогнища ураження або з однозначним прогресуванням інших вогнищ, наприклад, збільшенням розміру або поширенням вогнища на сусідні тканини. Показник виживаності без прогресування зазвичай використовується як альтернатива показнику загальної виживаності (ЗВ). У деяких видів раку ВБП і ЗВ тісно пов’язані, а в інших – ні. 

## Особливі аспекти
За визначенням, ВБП відноситься до дати, коли виявлено прогресування. Перевагою вимірювання ВБП перед вимірюванням ЗВ є те, що ВБП визначається раніше, ніж спостерігаються летальні випадки, що дозволяє швидше проводити дослідження. ВБП також дозволяє краще зрозуміти наслідки захворювань і методів лікування, які нижчі за поріг смертності, такі як біль, дисфункція органів, вплив на повсякденне життя та інші наслідки, які прогресуюча хвороба може мати на пацієнта, поки він ще живий.
Використання ВБП для підтвердження ефективності лікування та для його схвалення регуляторними органами є суперечливим. Його часто використовують як клінічну кінцеву точку в рандомізованих контрольованих дослідженнях лікування раку. Ця метрика часто використовується Національним інститутом здоров’я і досконалості допомоги Великобританії  та Управлінням з продовольства і медикаментів США для оцінки ефективності лікування раку. Дослідження показують, що нові ліки від раку, схвалені FDA США, покращують виживаність без прогресування в середньому на 2-3 місяці залежно від зразка та аналізованого періоду часу: 2,5 місяця, 2,70 місяця, 3,30 місяця.
Поліпшення ВБП не завжди призводить до відповідного покращення загальної виживаності, а контроль захворювання може відбуватися за рахунок побічних ефектів від самого лікування. Така ситуація є прикладом помилки Макнамари.

## Дивіться також
- Виживаність